# Orune
Orune là một đô thị ở tỉnh Nuoro ở vùng Sardinia của Italia, tọa lạc cách khoảng 130 km về phía bắc của Cagliari và cách khoảng 11 km về phía bắc của Nuoro. Tại thời điểm ngày 31 tháng 12 năm 2004, đô thị này có dân số 2.902 người và diện tích là 128.6 km².
Orune giáp các đô thị: Benetutti, Bitti, Dorgali, Lula, Nule, Nuoro.